# 細新亮麗鯛
細新亮麗鯛，為輻鰭魚綱鱸形目隆頭魚亞目慈鯛科的其中一種，分布於非洲坦干伊喀湖流域，為特有種，體長可達9公分，棲息在中底層水域，可作為觀賞魚。
其种加词来源于拉丁文“gracilis”，意为“纤细的”。